# 632-й отдельный разведывательный артиллерийский дивизион
632-й отдельный разведывательный артиллерийский  дивизион Резерва Главного Командования — воинское формирование Вооружённых Сил СССР, принимавшее участие в Великой Отечественной войне.
Сокращённое наименование — 632-й орадн РГК.

## История
Сформирован июне-июле 1943г. по штату 08/555.  В действующей армии с 15.08.1943 по 15.06.1944.
В ходе Великой Отечественной войны вёл артиллерийскую разведку в интересах артиллерии соединений и объединений 2-го Украинского фронта.
15 июня 1944 года в соответствии с приказом НКО СССР от 16 мая 1944 года № 0019, директивы заместителя начальника Генерального штаба РККА от 22 мая 1944 г. № ОРГ-2/476 632-й отдельный разведывательный артиллерийский дивизион обращён на формирование 27-й пабр 27-й армии. 
 

## Состав
- Штаб
- Хозяйственная часть
- 1-я батарея звуковой разведки (1-я БЗР)
- 2-я батарея звуковой разведки (2-я БЗР)
- батарея топогеодезической разведки (БТР)
- взвод оптической разведки (ВЗОР)
- фотограмметрический взвод (ФВ)
- хозяйственный взвод

## Подчинение
| Дата                 | Фронт                | Армия         | Корпус | Дивизия | Бригада | Примечания |
| -------------------- | -------------------- | ------------- | ------ | ------- | ------- | ---------- |
| 15.08.43 -20.09.43г. | 2-й Украинский фронт | -             | -      | -       | -       | -          |
| 20.09.43 -20.12.43г  | 2-й Украинский фронт | 53-я армия    | -      | -       | -       | -          |
| 20.12.43-1.01.44г.   | 2-й Украинский фронт | 52-я армия    | -      | -       | -       | -          |
| 1.01.44-27.02.44г    | 2-й Украинский фронт | 4-я гв. армия | -      | -       | -       | -          |
| 27.02.44-2.03.44г    | 2-й Украинский фронт | 52-я армия    | -      | -       | -       | -          |
| 2.03.44-15.06.44г    | 2-й Украинский фронт | 27-я армия    | -      | -       | -       | -          |

## Командование дивизиона
Командир дивизиона
- капитан, майор Кокошин Гамелл Николаевич (1911 г.р.) [3]

Начальник штаба дивизиона
- капитан Ястребцев Анатолий Николаевич (1919 г.р.) [4]

Заместитель командира дивизиона по политической части
- капитан Волков Александр Яковлевич (1903 г.р.) [5]

Помощник начальника штаба дивизиона
Помощник командира дивизиона по снабжению
- капитан Бойцов Иван Николаевич (1914 г.р.) [6]

## Командиры подразделений дивизиона
Командир 1-й БЗР
- ст. лейтенант Ганжело Николай Анисимович [7]

Командир 2-й БЗР
- ст. лейтенант Лебедев Иван Павлович [8]

Командир БТР
- гв. лейтенант Симонов Иннокентий Фокеевич [9]

Командир ВЗОР
- лейтенант Герасимов Василий Григорьевич [10]

Командир ФГВ
- техник- лейтенант Урманов Рафаил Овсеевич [11]